# Совет регионов УАФ
Комитет УАФ по развитию футбола в регионах «Совет регионов УАФ» (укр. Комітет з розвитку футболу в регіонах «Рада регіонів УАФ») — организован 16 августа 2000 года и является постоянно действующим органом Украинской ассоциации футбола, который подчиняется ей и способствует развитию футбола в регионах Украины.

## Функции
- Обеспечение и содействие розростания уроввня и массовости футбола в регионах Украины на основе консолидации усилий граждан и организаций регионов, заинтересованных в его развитии.
- Демократизация управления футболом. Содействие согласованному взаимодействию, сотрудничеству и футбольной солидарности всех регионов Украины, заинтересованных в развитии футбола.
- Усовершенствование системы подготовки футболистов и методологии игры в футбол в регионах.
- Развитие системы пропаганды и популяризации футбола в регионах.
- Удовлетворение и защита интересов региональных ассоциаций, членов ФФУ.

## Состав «Совета регионов»
В состав Совета входит по одному представителю от каждой региональной ассоциации.
Всего региональных ассоциаций насчитывается 27:
| - Винницкая областная ассоциация футбола - Волынская областная ассоциация футбола - Днепропетровская областная ассоциация футбола - Донецкая областная ассоциация футбола - Житомирская областная ассоциация футбола - Закарпатская областная ассоциация футбола - Запорожская областная ассоциация футбола - Ивано-Франковская областная ассоциация футбола - Киевская областная ассоциация футбола | - Кировоградская областная ассоциация футбола - Крымская республиканская ассоциация футбола - Луганская областная ассоциация футбола - Львовская областная ассоциация футбола - Николаевская областная ассоциация футбола - Одесская областная ассоциация футбола - Полтавская областная ассоциация футбола - Ровенская областная ассоциация футбола - Сумская областная ассоциация футбола | - Тернопольская областная ассоциация футбола - Черкасская областная ассоциация футбола - Черниговская областная ассоциация футбола - Черновецкая областная ассоциация футбола - Херсонская областная ассоциация футбола - Харьковская областная ассоциация футбола - Хмельницкая областная ассоциация футбола - Киевская городская ассоциация футбола - Севастопольская городская ассоциация футбола |

## Руководство
- Руководит работой «Совета регионов» Председатель, который избирается на её организационном заседании из числа представителей региональных ассоциаций.
- На заседании «Совета регионов» по предложении Председателя избираются два заместителя.
- Председатель и его заместители избираются сроком на 4 года.

Председатель:
- Дьяченко Анатолий Михайлович

Заместители:
- Гайворонский Иван Григорьевич
- Гаваши Андрей Андреевич

## Контакты
- адрес:	Украина, 01133, Киев-133, переул. Лабораторный, 7-А, а/я 55
- тел:	+380 (44) 521-05-52
- факс:	+380 (44) 521-05-52